# Тибо, Жерар
Жера́р Тибо́ (Тиба́льд) д’Анверса (Gérard Thibault d’Anvers) (1574—1627) — голландский мастер фехтования и автор древнего трактата «Академия меча», («Academie de l’Espée»), изданного в Лейдене в 1628 году .
В своем труде Тибо исследовал и изложил постулаты и принципы испанской школы фехтования. Его руководство на тот момент времени было одним из самых детальных и проработанных источников, который дошел до наших дней. В его трактате по фехтованию описана работа с рапирой. Неотъемлемой частью является применение геометрии и логики в этой науке владения оружием .

## Биография
Жерар Тибо родился в 1574 году в Антверпене (Бельгия, в то время было графство Фландрия, которое находилось под испанским управлением), в семье торговца шерстью. Тибо полностью посвятил свою жизнь науке фехтования, учился в Антверпене у знаменитого учителя, мастера фехтования Ламберта ван Сомерена. Тибо изучал медицину, архитектуру и живопись, в молодые годы писал стихи.
Подробности о жизни Тибо достаточно разнообразные, в основном все собраны из его трактата, так как о нём практически не осталось каких-нибудь упоминаний. Некоторая информация была собрана из рукописных заметок и праздничных стихов друзей Тибо, родственников, учеников и коллег, других мастеров фехтования .
Тибо впервые начал свою работу с мечом в Антверпене, который преподавал в 1564 и 1584. В 1605 году, Тибо был торговцем шерстью в Санлукар-де-Баррамеда на юге от Севильи на набережной Гвадалквивира, это была Родина Херонимо Санчес де Карранза, там он ещё больше заинтересовался мечом, изучал фехтование испанской рапирой школы испанского фехтования Дестреза .
Приблизительно в 1600 году он переехал в Испанию и остановился в небольшом городке Санлукар-де-Баррамеда, так как Санлучар был родиной Дестрезы — родным городом Иеронимо Карранзы. Он учился вместе с Луисом Пачеко де Нарваэсом и другими фехтовальщиками этого региона. Далее спустя некоторое время Тибо вернулся домой в 1610 году.
К 1611 году Тибо осознал, что готов к тому, чтобы публично продемонстрировать свое приобретенное мастерство в Испании, свои навыки и ловкость в искусстве фехтования. В Роттердаме он участвовал в главном турнире фехтовальщиков Голландии, где были собраны все лучшие фехтовальщики со всех Нидерландов. Тибо победил всех своих претендентов на турнире, который длился несколько дней, и вышел из него победителем. Так он стал известным всей Европе, таким способом, познакомился с принцем Морицем Нассауским — главой государства того времени. Тибо также продемонстрировал ему свой метод фехтования. Жерар Тибо стал наиболее востребованным и известным учителем фехтования в своем регионе.
К 1615 году, если не ранее, Тибо начал разрабатывать планы по написанию объемной книги, посвященной фехтованию, под названием «Академия меча» . Всю свою оставшуюся жизнь он работал над своим трудом по фехтованию, который был опубликован через год после его смерти. .
Хотя, сначала система фехтования, предложенная Тибо, была воспринята со скептицизмом мастерами того времени. В 1615 году, Тибо был приглашен на суд в Клеве и уехал из Амстердама, где он в очередной раз успешно продемонстрировал свою систему. В течение следующих нескольких лет, Тибо вернулся из Клеве в Испанию, Амстердам, и, наконец, в Лейден в 1622 году. Там, Тибо изучал математику в Лейденском университете. Точно не известно, обучал ли Тибо своей системе студентов в университете во время его пребывания в Лейдене. Тибо продолжал работать над своим трактатом «Академия меча», была сформирована команда из шестнадцати мастеров-граверов .

## Академия меча
Жерар Тибо потратил практически всю свою жизнь на то, чтобы написать и издать свой труд «Академия меча». Печатание этой книги заняло пятнадцать лет. Во время выхода первой части книги интерес к испанскому фехтованию начал уходить. Преждевременная смерть автора в 1629 году, так и не испытав радости от лицезрения первого тома своего трактата, помешала ему выпустить вторую часть книги, в которой он рассматривал верховую езду. Издание этого необычайного труда требовало таких затрат, что автор мог справиться только при поддержке французского короля, как известно, большого любителя фехтования. Людовик XIII одарил своей милостью автора за десять лет до окончания его работы над книгой, также под ней подписались ещё девять царствующих особ Германии .
Книга «Академия меча» была издана в 1628 году во Франции, из-за чего некоторое время велись споры по принадлежности книги не к испанскому стилю фехтования, а к французскому. Жерар Тибо в своем трактате «Академия меча» улучшил свою систему боя, часть которой дошла до наших дней. Именно Тибо развил концепцию «магического круга» (используется термин «круг Тибо»)  и применил его в науке фехтования. Также он доказал, что для обороны достаточно лишь одной рапиры, хотя в некоторых приёмах использовал невооруженную руку.
По всем правилам математики и на основе мистического круга определены истинные и до этого неизвестные секреты применения оружия как в пешим бою, так и в бою на коне. Эта книга считается самым подробным трактатом по фехтованию и вообще одной из самых удивительных работ, которая дошла до наших дней, с точки зрения типографского искусства .
Жирар Тибо не указывает ни одного своего источника информации и не упоминает ни одно имя мастера фехтования. Иллюстрации трактата имеют определённые особенности, Нарваэс также использовал эти специфические принципы в менее запутанных формах, что ему удалось достичь за счет введения новых геометрических и механических теорем.
Система фехтования поистине невероятна, первый период над ней потешались итальянские и французские мастера, листая великолепную книгу, и как им хотелось поставить нескольких учеников Тибо с мечом в руке на противоположный край мистического диаметра и нанести им длинный колющий удар при первых признаках подобных блужданий по кругу. Но эффективность системы не заставила ждать. Увесистый трактат безусловно является одной из самых любопытных старинных книг. Он показывает, какую власть порой имеет мода над человеческим разумом .
В Испании было принято биться по искусственным правилам, во Франции копировали испанские обычаи. Однако для человека, изучающего фехтование, было понятно, что трактат «Академия меча» обладает ещё одним особенным достоинством — книга заполняет недостаток иллюстраций в испанских книгах того времени. Гравюры очень точно изображают то, каким было испанское фехтование до середины XVIII века .

## Структура книги «Академия меча»
Книга «Академия меча» считается наиболее богатым иллюстрированным руководство по фехтованию, когда-либо созданных.
Жерар Тибо описал искусство фехтования с помощью математических правил, на основе таинственной круг, теории и практики истинного учения, открыл неизвестные секреты обращения с оружием в пешем и конном строю . В своем трактате ему удалось затронуть такие темы, описать принципы и направления в фехтовании, что легло в основу Школы испанского фехтования:
- Способ наложения круга на основание (землю); круг и его дополнительное содержание.
- Представления и связываемые пропорции тела человека, его наружных частей с пропорциями Круга.
- Соответствующая длина клинка — или какой меч надлежит иметь каждому согласно его пропорций, чтобы смочь себя защитить.
- О 12 мерах меча, их градуировании и числовой разметке.
- Способ хвата меча, необходимый для практики нашей техники.
- О пропорциях тела.
- Соответствующие меры стойки, хвата и головы эфеса, крепления меча и перевязи, продемонстрированные посредством нашего Круга в соотношении с человеческим телом; меры, обладающие превосходством с точки зрения соблюдения правил внешне благопристойности и удобства в ношении меча.
- Более детализированный дискурс и разъяснение применения мер пояса (перевязи) и крепежа меча, которые взяты из нашего круга, в пику прочим ошибкам, которые многие допускают.
- О верном способе извлечения меча при соответствии пропорциям.
- Способ доставания меча при сближении.
- Способы доставания меча при движении назад.
- Способ представления меча оппоненту по прямой линии.
- Какого подхода необходимо придерживаться, чтобы работать против прямой линии и против тупого угла.
- Учение касательно позиции по прямой линии.
- Дискуссия о превосходстве прямой линии.
- Дискуссия об использовании и совершенстве Первой Инстанции, о способах её видоизменения в применении к различным мерам меча.
- Об атаках на первой инстанции и финтах.
- Об атаках и контр-атаках по прямой линии.
- О временных тактах атак и контратак.
- Об имброкадо (удар в левую часть корпуса).
- О чувстве меры, дискурс различий масс, которые выступает в качестве введения.
- О входе в углы.
- Об альтернативной гвардии.
- О режущих ударах.
- О техниках, связанных с внешней стороной руки.
- О паузах.
- Об ударах в правую руку.
- О подчинении клинков.
- О контроле над клинком.
- Об атаках первого намерения.
- О различных контрмерах.
- Об альтернативной гвардии.
- О различных позициях.
- Едва заметных вариации.
- О подчинении меча при движении во внутреннюю сторону.
- О парировании.
- О неестественных позициях.
- О неестественных позициях, продолжение.
- О сохранении преимущества.
- О подчинении меча. Повторное возвращение.
- О позициях Сальвадора Фабриса.
- Лицом к лицу с мечом и кинжалом.
- О противостоянии щиту и мечу.
- О работе с двуручным мечом.
- О противостоянии двуручному мечу.
- Как противостоять человеку, владеющим мечом левой рукой (левша).
- О противостоянии человеку, вооружённому мушкетом [3].